# Odontosoria viridis
Odontosoria viridis är en ormbunkeart som beskrevs av Oskar Kuhn.
Odontosoria viridis ingår i släktet Odontosoria och familjen Lindsaeaceae. Inga underarter finns listade i Catalogue of Life.